# 厚身麗塔鯰
厚身麗塔鯰，為輻鰭魚綱鯰形目鱨科的其中一種，為熱帶淡水魚類，分布於亞洲薩爾溫江流域，體長可達200公分，棲息在底層水域，生活習性不明。